# Medaile Za upevňování přátelství ve zbrani (Bulharsko)
Medaile Za upevňování přátelství ve zbrani (bulharsky: Медал «За укрепване братството по оръжие») bylo vyznamenání Bulharské lidové republiky založené roku 1975.

## Historie a pravidla udílení
Medaile byla založena výnosem Národního shromáždění č. 455 ze dne 3. března 1975. Medaile byla udílena generálům, důstojníkům a poddůstojníkům armád Varšavské smlouvy za jejich přínos k posílení bojové efektivnosti Bulharské lidové armády a za posilování přátelství a spolupráce mezi spojeneckými armádami.
Po pádu komunistického režimu přestala být medaile v roce 1991 udílena.

## Insignie
Medaile měla pravidelný kulatý tvar o průměru 34 mm. Vyrobena byla z tombaku. Na přední straně bylo stylizované vyobrazení širokého meče s hrotem směřujícím vzhůru. Na čepeli meče byl položen srp a kladivo. Meč byl položen na vlajících vlajkách zemí Varšavské smlouvy. Po obou stranách byla vavřínová ratolest, kterou ve spodní části překrývala stuha s nápisem 14 МАЙ 1955. V horní části byl půlkruhový nápis v cyrilici ЗА УКРЕПВАНЕ БРАТСТВОТО ПО ОРЪЖИЕ (za upevňování přátelství ve zbrani). Existovaly dvě verze medailí, u jedné byly vlajky bez smaltu a u druhé pokryté barevným smaltem.
Na zadní straně byl heraldický štít s bulharským lvem. V horní části štítu byla pěticípá hvězda. Při obvodu medaile byl v horní části nápis v cyrilici БЪЛГАРСКА НАРОДНА АРМИЯ (Bulharská lidová armáda). Ve spodní části byly dvě vavřínové větve mezi nimiž byl nápis НРБ.
Medaile byla připojena ke stuhou pokryté kovové destičce ve tvaru pětiúhelníku pomocí jednoduchého očka. Stuha měla světle modrou barvou s třemi úzkými pruhy v barvách bílé, zelené a červené uprostřed. Při obou okrajích byla lemována úzkým červeným pruhem.